# 智足站
智足站（：／ Jijok yeok */?）是大田地鐵1號線沿線的一座地下車站，位於韓國大田廣域市儒城區智足洞，韓語副站名為「浸神大」（침신대）。

## 車站結構
本站站體為2面2線側式月台的地下車站，設有月台幕門，並有2處出口。

### 月台配置
| 老隱 ↑ |
| \| 上  |
| ↓ 盤石 |

| 月台 | 路線               | 目的地                         |
| ---- | ------------------ | ------------------------------ |
| 上行 | ●大田都市铁道1号线 | 老隱、儒城溫泉、大田、板岩方向 |
| 下行 | ●大田都市铁道1号线 | 盤石方向                       |

## 歷史
- 2007年4月17日：落成啟用。

## 車站周邊
- 大田遠東廣播
- 浸禮神學大學（朝鲜语：침례신학대학교）
- 大田智足高校
- 大田盤石高校
- 儒城女子高校

## 相鄰車站
大田廣域市都市鐵道公社
●大田都市铁道1号线
老隱（120）－智足（121）－盤石（122）